# Băile „Neptun” din Băile Herculane
Băile „Neptun” din Băile Herculane este un monument istoric aflat pe teritoriul orașului Băile Herculane.

## Galerie

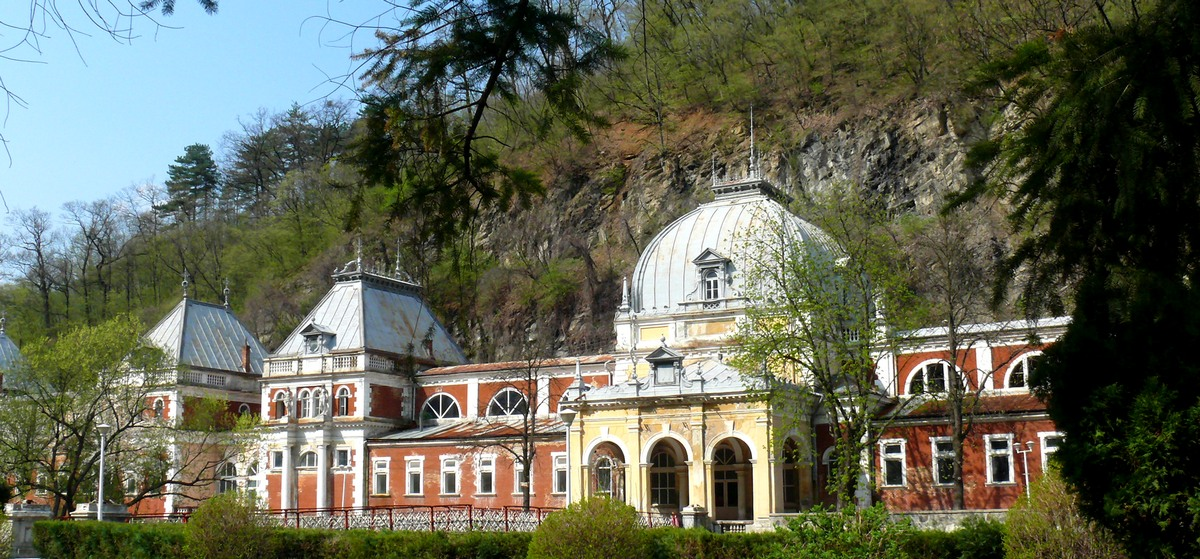
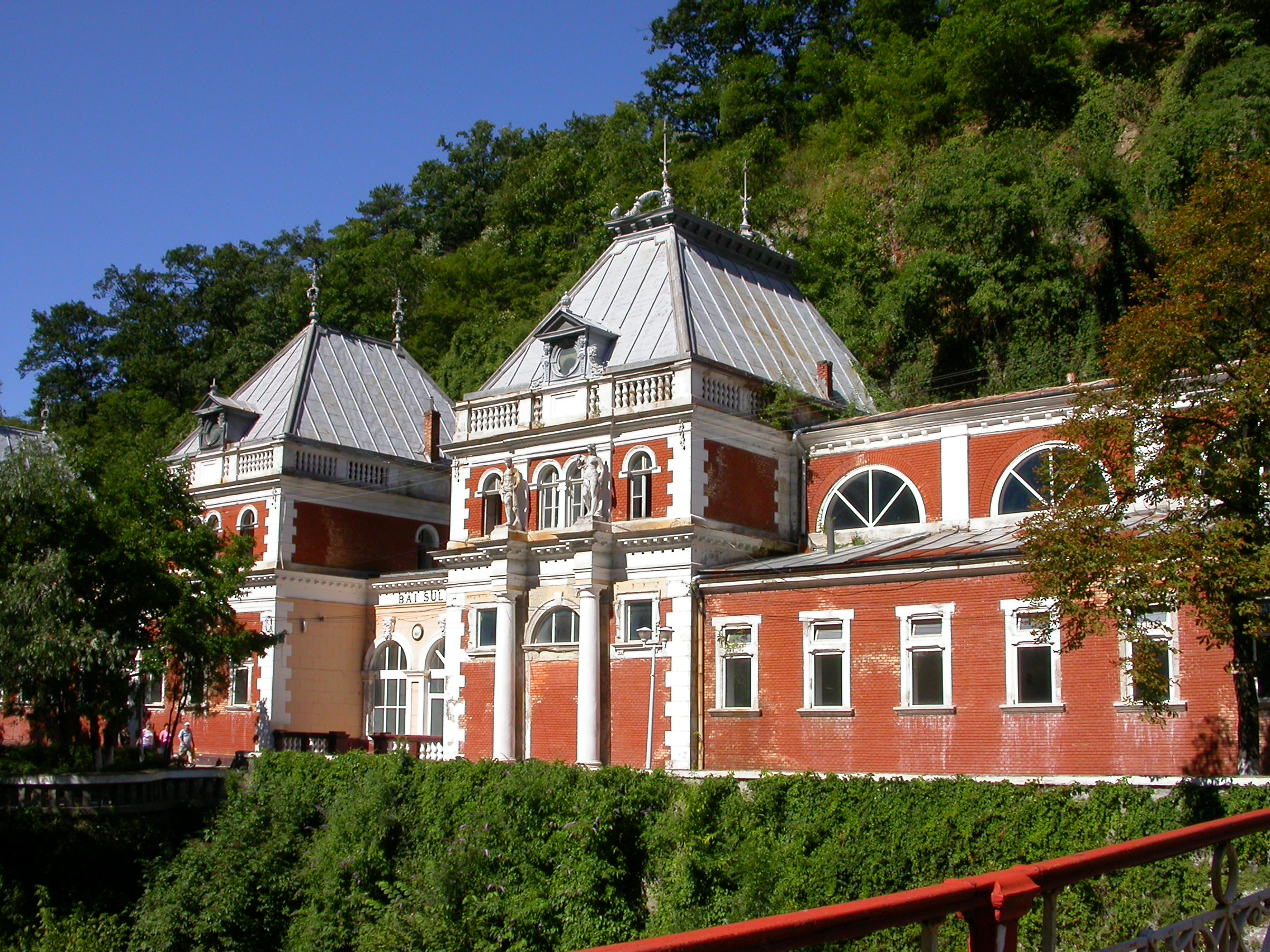
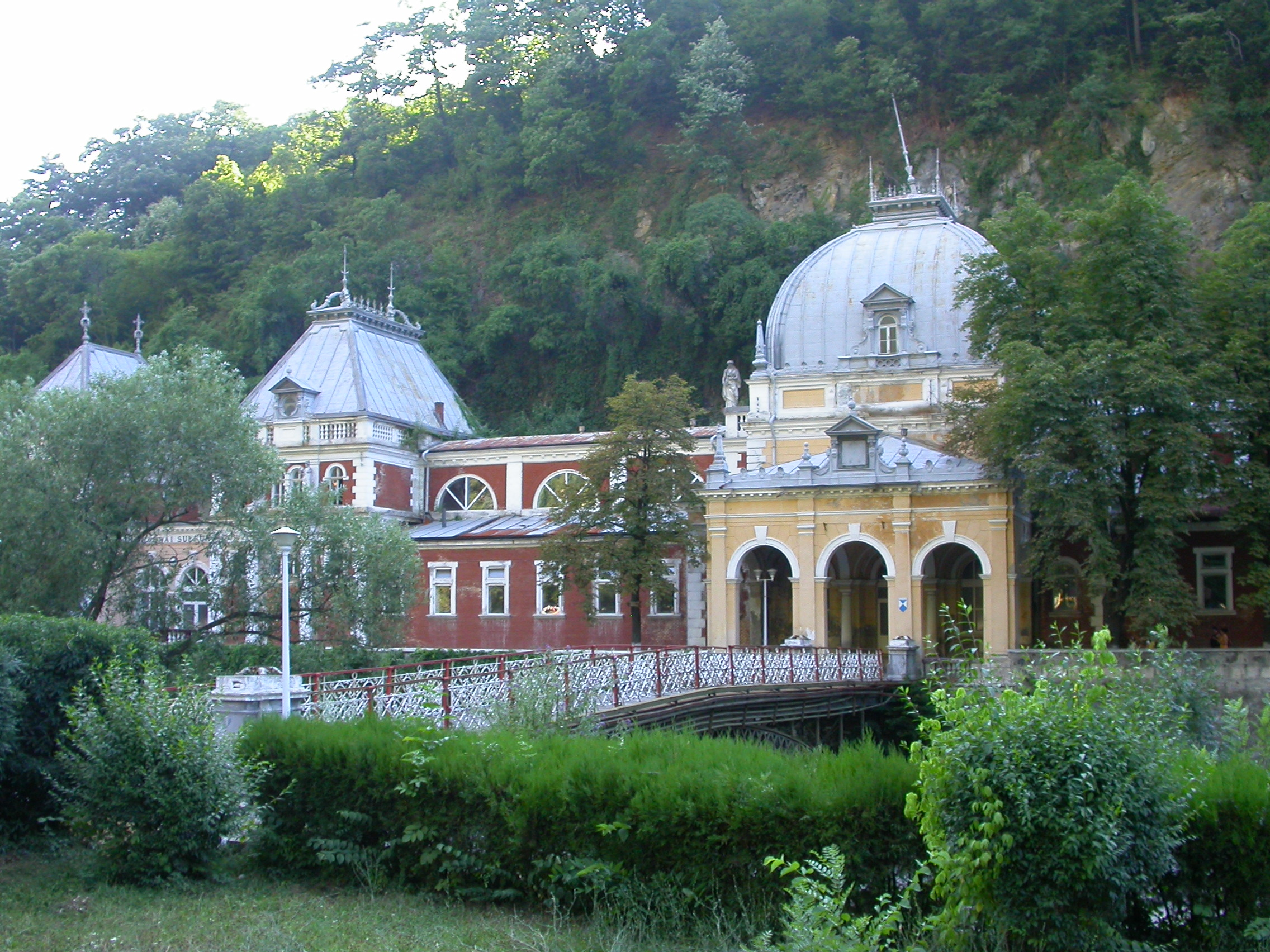
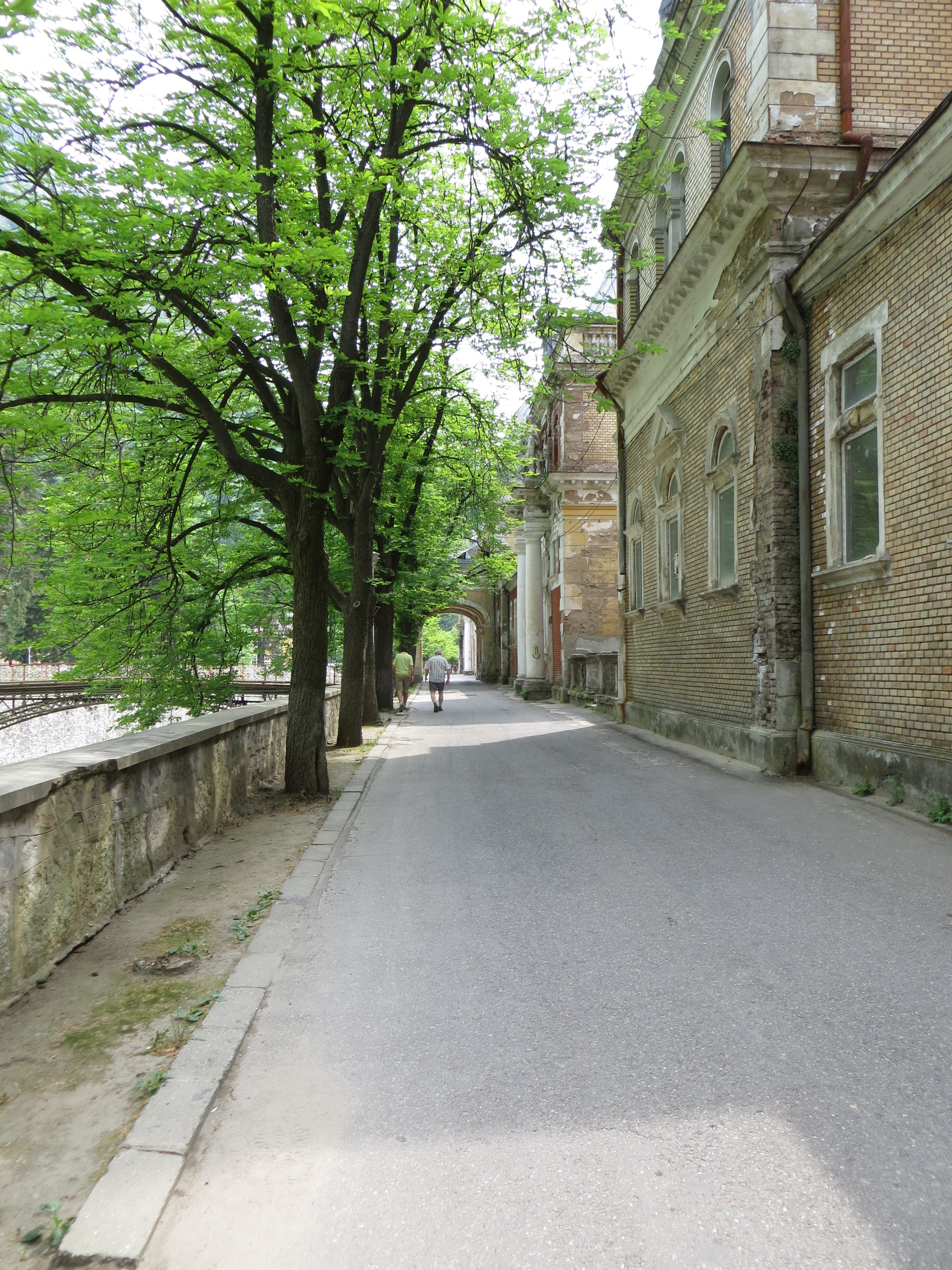